# Stilobezzia hollandia
Stilobezzia hollandia är en tvåvingeart som beskrevs av Tokunaga 1959. Stilobezzia hollandia ingår i släktet Stilobezzia och familjen svidknott. Inga underarter finns listade i Catalogue of Life.